# Valve Anti-Cheat
Valve Anti-Cheat (zkratka VAC) je anticheatové řešení vyvinuté firmou Valve Corporation, jako komponenta jejich platformy Steam. První verze VAC byla vydána spolu s hrou Counter-Strike 1.4 v roce 2002, kdy byl nahrazen stávající PunkBuster. První verze, VAC1, zaznamenala na nějaký čas úspěch a v březnu 2004 skončily aktualizace. Technici Valve totiž přesunuli veškerou pozornost a podporu na VAC2. VAC1 se v té době stal prakticky nepoužitelným.
VAC2 byl zabudován v hrách běžících na enginech GoldSrc, Source a Unreal Engine 2.
VAC ban je permanentní a platí pro všechny hry běžící na daném enginu na daném účtu.
K 18. dubnu 2018 bylo uděleno celkem 7 202 155 banů.

## Historie
V roce 2001 vývojáři anti-cheat programu PunkBuster, vytvořeného pro módy do her Counter-Strike a Half-Life, společnosti Even Balance Inc. přestala podporovat tyto hry, protože již neměly podporu od Valve Corporation. Společnost Valve také odmítla veškeré obchodní nabídky k integrování systému přímo do jejich her.
Firma Valve v roce 2001 začala pracovat na „dlouhodobém řešení“ proti cheatování. První vydání systému VAC bylo spojeno s hrou Counter-strike v roce 2002. V první verzi systém zakazoval hráčům přístup pouze na 24 hodin. Délka tohoto postihu se postupně zvětšovala; hráči ztráceli přístup na 1 rok, později na 5 let, až do vývoje VAC2 v roce 2005, kdy všechna nová omezení byla trvalá. Verze VAC2 byla oznámena v únoru 2005 a byla testována následující měsíc. Dne 17. listopadu 2006 společnost Valve zveřejnila, že za předchozí týden „nová“ VAC technologie rozpoznala přes 10 000 pokusů o Cheating.
V průběhu raného testování v roce 2002 byly odhaleny některé informace programu prostřednictvím Half-Life Dedicated Server mailing listu. Ten dokáže detekovat verze „OGC's OpenGl Hacků“ OpenGL cheaty a také detekovat CD key měniče jako cheaty. Informace o detekovaném cheaterovi byly poslány do „ban list serveru“ na IP adresu 205.158.143.67 a port 27013, který byl později změněn na 27011. Existuje zde také „master ban list server“. RAM/hardware chyby detekované pomocí VAC mohou zapříčinit „kick“ hráčů z hraného serveru, ne však jejich zakázat.
Eric Smith a Nick Shaffner byli původními kontakty herních administrátorů. V únoru 2010 se VAC team skládal z vrchního inženýra Steamu Johna Cooka a jeho šestnáctičlenného týmu.
V červenci 2010 byl udělen zákaz několika hráčům, kteří úspěšně využili některé uniklé informace o tomto systému ve hře Team Fortress 2, aby zvýšili svoji šanci najít vzácné přebarvení zbraně (skin), zvané: „the Golden Wrench“. Během téhož měsíce byl uvalen zákaz na přibližně 12 000 vlastníků hry Call of Duty: Modern Warfare 2 poté, co Steam aktualizoval DLL soubor na disku, jakmile byl hrou nahrán do paměti, což mělo za následek falešnou detekci nepovoleného programu. Všechny tyto zákazy byly zrušeny a postihnutým hráčům byla jako omluva zaslána kopie hry Left 4 Dead 2 nebo její druhá kopie.

## Výhody
- absolutní integrace se Steamem umožňuje snadné aktualizace
- zpožděné bany znemožňují tvůrcům cheatů získat přesné informace
- zabanovaní hráči už nemohou obchodovat s herními itemy

## Nevýhody
- VAC detekuje cheaty pomocí podpisů (signatur) programů, takže když někdo použije vlastně naprogramovaný cheat, detekovat cheat trvá asi 1 měsíc.
- VAC je v dnešní době anticheat, který je vůči ostatním anticheatům pozadu. Například FACEIT / ESEA má mnohem lepší cheat ochranu.
- zpožděné bany umožňují cheaterům klidně hrát (a narušovat hru ostatním), dokud ban nezíská na účinnosti (trvá to různou dobu – 2 týdny až 2 měsíce)
  - také to může zlákat k podvádění ostatní hráče, kteří si řeknou: „Když může on hackovat, tak já taky“
  - banování jednotlivých cheaterů, kteří ještě nebyli automaticky banováni, tak zůstává na administrátorech

- VAC nedokáže odhalit zásahy provedené bez přímé úpravy programového kódu. (např. průhlednost textur a barvy) Tomu ale dokáže zabránit použití „pure“ serveru, který u všech hráčů vynutí použití stejných souborů jako má server.[3]